# Spodnja Kapla
Spodnja Kapla este o localitate din comuna Podvelka, Slovenia.